# Fuerzas Armadas de los Estados Unidos
Las Fuerzas Armadas de los Estados Unidos (oficialmente y en inglés: United States Armed Forces) es un término que denota a un conjunto compuesto por el Ejército, el Cuerpo de Marines, la Armada, la Fuerza Aérea, la Fuerza Espacial, y la Guardia Costera.
Se les considera las fuerzas armadas más poderosas del mundo, en todos sus niveles, ya que han sido capaces de desplegar contingentes numerosos de combatientes, armamento, logística, inteligencia y contrainteligencia, armas nucleares y sobre todo capacidad tecnológica a lo largo del globo terráqueo en tiempos de guerra.
Todas las fuerzas forman parte de los servicios uniformados de Estados Unidos y están bajo el control civil del presidente de los Estados Unidos, que ejerce de comandante en jefe. Todos los servicios exceptuando a los Guardacostas, que están bajo la supervisión del Departamento de Seguridad Nacional, dependen del Departamento de Defensa, que es dirigido por el secretario de Defensa que también debe ser un civil. La guardia costera está dirigida por el Departamento de Seguridad Nacional en tiempo de paz, pero el mando puede ser transferido al Departamento de Defensa en tiempos de guerra, específicamente, bajo supervisión del Departamento de la Armada, y actuando, en caso de necesidad, como fuerza auxiliar de la Armada. La Guardia Costera de los Estados Unidos mantiene así ambas funciones como fuerza militar y de mantenimiento del orden. El artículo 14 del Código de los Estados Unidos, en su sección 1, establece «La Guardia Costera, tal y como fue establecida el 28 de enero de 1915, debe ser un servicio militar y una rama de las fuerzas armadas de los Estados Unidos en todo momento.» Unidades de la Guardia Costera, o barcos del servicio anterior a esta, han servido en operaciones de combate desde 1790, incluyendo la ocupación de Irak.
El secretario de Defensa forma parte del Gabinete del presidente de los Estados Unidos. El Congreso de los Estados Unidos está facultado para formular una declaración de guerra.
La Guardia Nacional de los Estados Unidos tiene un estatus especial, porque en tiempos de paz y en circunstancias normales es una Milicia Estatal; es decir, cada estado tiene su propia Guardia Nacional y el gobernador es el comandante en jefe de la Guardia Nacional de su estado respectivo. Además, la Guardia Nacional está bajo el control de un Departamento del Gabinete del Gobernador y no del Departamento de Defensa; aunque este último tiene facultades de supervisión. Sin embargo, en casos de emergencia grave o en tiempos de guerra, el presidente puede decretar la movilización de toda o una parte de la Guardia Nacional que pasa entonces a formar parte del Ejército o de la Fuerza Aérea de manera temporal; y hasta que la movilización no termina y las unidades no regresan al control del Estado respectivo, las mismas están bajo el mando del presidente y comandante en jefe y del Departamento de Defensa. 
Aproximadamente, cuenta con 1 400 000 de personal en activo y 1 458 500 de personal adicional en siete compañías de reserva (456 000 de ellos en la Guardia Nacional). Por el momento no hay servicio militar obligatorio, todos son voluntarios. Las mujeres ya son aceptadas en combate y en fuerzas especiales.
En cuanto a su fuerza bélica se encuentran 13 247 aviones militares en total repartidos entre su Fuerza Aérea: 5217; Ejército: 4409; Armada: 2464  y cuerpo de Marines/Otro: 1157.  La Armada de los Estados Unidos tiene a su disposición 51 Submarinos de Ataque Nuclear y 11 portaaviones, además en octubre de 2021, el Departamento de Estado reveló que Estados Unidos tiene 3750 ojivas nucleares en su arsenal y 2000 están a la espera de ser desmanteladas. Además de contar con 7500 UAV.Alrededor de 5500 helicópteros solo en su ejército. Incluyendo alrededor de 1275 aeronaves apache que están en servicio en el Ejército de los Estados Unidos y en fuerzas internacionales de todo el mundo.  Sin embargo los Sikorsky UH-60 Black Hawk siguen siendo los más usuales en sus fuerzas armadas. También cuenta con 4657 tanques.

## Guerras y batallas
- Guerra de Independencia de los Estados Unidos
- Cuasi-Guerra
- Guerras berberiscas
- Guerra anglo-estadounidense de 1812
- Guerras semínolas
- Intervención estadounidense en México
- Guerra de Secesión
- Guerra hispano-estadounidense
- Guerra filipino-estadounidense
- Expedición punitiva contra Francisco Villa
- Levantamiento de los bóxers
- Guerras bananeras
- Primera Guerra Mundial
- Segunda Guerra Mundial
- Guerra de Corea
- Invasión de bahía de Cochinos
- Guerra de Vietnam
- Invasión de Granada
- Invasión estadounidense de Panamá
- Guerra del Golfo
- Batalla de Mogadiscio
- Operación Zorro del Desierto
- Guerra de Kosovo
- Guerra de Bosnia
- Guerra de Irak
- Guerra de Afganistán (2001-2021)
- Guerra de Libia de 2011
- Operación Protector Unificado
- Guerra contra Estado Islámico
- Crisis del golfo Pérsico de 2019-2022
- Crisis del mar Rojo
- Bombardeos sobre Yemen durante la crisis del mar Rojo

### Intervenciones indirectas y apoyo logístico
- Apoyo a las Fuerzas Armadas británicas en la guerra de las Malvinas.
- Guerra de Afganistán (1978-1992).
- Apoyo a la Contra Nicaragüense en la Revolución Sandinista.
- Guerra civil siria.
- Intervención militar en Yemen (2015-presente).
- Invasión rusa de Ucrania
- Apoyo al Gobierno Peruano durante la Época del terrorismo en el Perú
- Guerra de Gaza
- Guerra libanesa-israelí (2023-2024)
- Invasión israelí del Líbano (2024-presente)
- Ataques iraníes contra Israel de abril de 2024
- Ataques iraníes contra Israel de octubre de 2024